# Pogonatum contortum
Pogonatum contortum là một loài Rêu trong họ Polytrichaceae. Loài này được (Menzies ex Brid.) Lesq. miêu tả khoa học đầu tiên năm 1868.